# 沙利文岛
沙利文岛（英文：Sullivan's Island），是美国南卡罗来纳州查尔斯顿县下属的一個鎮。其面积大约为3.44平方英里（8.91平方公里）。根据2010年美国人口普查，该市有1,791位居民，其中超過98%為白人。